# Punta Tombo
Punta Tombo je polotok v Atlantskem oceanu, 110 km južno od Trelewa in nekoliko severno od Camaronesa v provinci Chubut v Argentini.
Punta Tombo je živalski rezervat na atlantski obali in ena glavnih in najštevilčnejših celinskih gnezditvenih kolonij magellanovega pingvina (Spheniscus magellanicus). Nastal je z odlokom iz leta 1972 s kategorijo turistični naravni rezervat; Leta 1985 ga je novi zakon določil za provincialni rezervat divjih živali in potrdil prvotni cilj zaščite kolonije Magellanovih pingvinov in velike kolonije ptic, ki so del obalnega ekosistema.
Leta 2015 je bilo ustvarjeno morsko zavarovano območje Punta Tombo, nekakšna pregrada, ki pokriva 60 kilometrov obale in gre na morje približno 3 navtične milje, da bi koristila koloniji istoimenskih magellanovih pingvinov.
To zavarovano območje v morju pokriva približno 31.000 hektarjev morske površine in cilj njegovega nastanka je zaščititi območja prehranjevanja in prehoda Magellanovih pingvinov okoli Punta Tomba in Punta Clare.

## Fizične značilnosti
Punta Tombo je ozek kamnit pas, dolg približno 3 km in širok 600 m, ki štrli v Atlantski ocean. Izrazita geografska značilnost je nastala v izrastku kristalinske kamnine predjurskega izvora, ki se je uprla morski eroziji. Na tej podlagi so prodnata območja in - v bistvu - velika območja zelo drobnega in strnjenega peska idealna za izkopavanje gnezd pingvinov.
Ogromna tla so dobesedno polna plitvih jam, kjer pingvini iz leta v leto odlagajo jajca in gojijo mlade. Nežno pobočje teh plaž olajša tudi kopensko gibanje ptic, ki večkrat na dan potujejo med gnezdi in morjem.
Čeprav so pingvini pozorni na vdor ljudi, se ne prestrašijo ali zapustijo gnezd, zato je interakcija zelo neposredna. Da bi se izognili nesrečam in škodi na živalih, so od nastanka rezervata zgrajene pešpoti, ki obiskovalcem omogočajo kroženje brez nevarnosti, da bi se jame sesule po njih.

## Živalstvo
Kopenska favna je značilna za patagonsko stepo. Opažene živali so: gvanako (Lama guanicoe), južnoameriška siva lisica (Lycalopex gymnocercus), mali dihur (Galictis cuja), južni gorski prašiček (Microcavia australis), patagonska mara (Dolichotis patagonum) in mali pasavec (Chaetophractus villosus). Otoček na koncu skalnatega pasu, je običajna plaža za patagonijske morske leve (Otaria flavescens).

## Naravni rezervat
Privuncialni rezervat Punta Tombo s površino 2,1 km2 je v skladu z odlokom province zaščiten od leta 1979 in je ena glavnih turističnih znamenitosti v Chubutu. Punta Tombo je del novega morskega narodnega parka na Golfo San Jorge.
3 km dolg, 600 m širok polotok je prekrit s peskom, glino in gramozom.
Na tem območju lahko opazimo različne prostoživeče živali, vključno s kolonijo magellannovih pingvinov, drugimi morskimi pticami (predvsem galebi in kormorani), nanduji in gvanaki.
V 19. stoletju so britanski mornarji poznali Punta Tombo kot Tombas.

## Magellanovi pingvini
Konec septembra, s prihodom pomladi, se na tisoče magellanovih pingvinov preseli v Punta Tombo iz južne Brazilije, da bi gnezdili. [1] Na lokaciji ostanejo do aprila, inkubirajo jajca, [2] redijo piščance in se pripravljajo na selitev. Pari stojijo pred svojimi gnezdi in varujejo jajca pred pticami in drugimi plenilci, občasno pa gre ena odrasla oseba na morje po hrano. Drugi pomembni bližnji koloniji sta Bahía Camarones in Cabo Dos Bahías.
Kolonija Magellanovih pingvinov v Punta Tombo je izpostavljena prekomernemu ribolovu plenilnih vrst in razlitju nafte , o katerih mnogi ne poročajo. Eno takšnih izlivov avgusta 1991 je terjalo življenja vsaj 16.000 pingvinov, od katerih so nekateri v Punta Tombu pristali v naoljenem stanju. Razlitje je sovpadalo z razmnoževanjem populacije. Na morju naj bi poginilo še več pingvinov. Populacija kolonije je leta 1982 presegla 1.000.000 ptic.  Med letoma 1994 in 1995 je število populacije kolonije upadlo za 37 %. Leta 1999 je bilo v koloniji ocenjenih 400.000 ptic.
Leta 2017 je bilo v koloniji prisotnih več kot milijon ptic.

## Grožnje
Glavna grožnja rezervatu kolonije pingvinov je bližina naftnih polj in plovba tankerjev v bližini obale. Nenamerno razlitje bi lahko pomenilo izginotje kolonije v kratkem času in nezmožnost njene obnove. Nepooblaščen ribolov v zalivskih vodah, ki vpliva na neuravnoteženo število posameznikov različnih vrst, in prisotnost lovcev so nekatere dodatne nevarnosti za ohranitev območja.